# Cortinarius rufo-olivaceus
Cortinarius rufo-olivaceus är en svampart som först beskrevs av Christiaan Hendrik Persoon, och fick sitt nu gällande namn av Elias Fries 1838. Cortinarius rufo-olivaceus ingår i släktet Cortinarius och familjen spindlingar.   Inga underarter finns listade i Catalogue of Life.